# Massa electromagnètica
La massa electromagnètica va ser inicialment un concepte de la mecànica clàssica, que denotava quant contribueix el camp electromagnètic, o l'autoenergia, a la massa de les partícules carregades. Va ser derivada per primera vegada per JJ Thomson el 1881 i durant un temps també es va considerar com una explicació dinàmica de la massa inercial per se. Avui dia, la relació entre massa, moment, velocitat i totes les formes d'energia, inclosa l'energia electromagnètica, s'analitza sobre la base de la relativitat especial i l'equivalència massa-energia d'Albert Einstein. Pel que fa a la causa de la massa de les partícules elementals, actualment s'utilitza el mecanisme de Higgs en el marc del Model Estàndard relativista. No obstant això, encara s'estudien alguns problemes relacionats amb la massa electromagnètica i l'autoenergia de les partícules carregades.

## Partícules carregades

### Massa i energia en repòs
JJ Thomson va reconèixer el 1881  que una esfera carregada que es mou en un espai ple d'un medi amb una capacitat inductiva específica (l'èter electromagnètic de James Clerk Maxwell) és més difícil de posar en moviment que un cos sense càrrega. (George Gabriel Stokes (1843) ja va fer consideracions similars respecte a la hidrodinàmica, que va demostrar que la inèrcia d'un cos que es mou en un fluid perfecte incompressible augmenta.) Així doncs, a causa d'aquest efecte d'autoinducció, l'energia electroestàtica es comporta com si tingués algun tipus de moment i massa electromagnètica "aparent", que pot augmentar la massa mecànica ordinària dels cossos o, en termes més moderns, l'augment hauria de sorgir de la seva autoenergia electromagnètica. Aquesta idea va ser desenvolupada amb més detall per Oliver Heaviside (1889),  Thomson (1893),  George Frederick Charles Searle (1897),  Max Abraham (1902), Hendrik Lorentz (1892, 1904),   i es va aplicar directament a l'electró mitjançant la força d'Abraham-Lorentz. Ara, l'energia electroestàtica {\displaystyle E_{\mathrm {em} }} i massa {\displaystyle m_{\mathrm {em} }} d'un electró en repòs es va calcular com a  : Cap. 28  : 155–159  : 45–47, 102–103 
{\displaystyle E_{\mathrm {em} }={\frac {1}{2}}{\frac {e^{2}}{a}},\qquad m_{\mathrm {em} }={\frac {2}{3}}{\frac {e^{2}}{ac^{2}}}}
on {\displaystyle e} és la càrrega, uniformement distribuïda a la superfície d'una esfera, i {\displaystyle a} és el radi clàssic de l'electró, que ha de ser diferent de zero per evitar l'acumulació d'energia infinita. Així doncs, la fórmula per a aquesta relació energia-massa electromagnètica és
{\displaystyle m_{\mathrm {em} }={\frac {4}{3}}{\frac {E_{\mathrm {em} }}{c^{2}}}}
Això es va discutir en relació amb la proposta de l'origen elèctric de la matèria, de manera que Wilhelm Wien (1900),  i Max Abraham (1902),  van arribar a la conclusió que la massa total dels cossos és idèntica a la seva massa electromagnètica. Wien va afirmar que si se suposa que la gravitació també és un efecte electromagnètic, aleshores hi ha d'haver una proporcionalitat entre l'energia electromagnètica, la massa inercial i la massa gravitatòria. Quan un cos n'atrau un altre, la reserva d'energia electromagnètica de la gravitació es veu disminuïda, segons Wien, en la quantitat (on {\displaystyle M} és la massa atreta, {\displaystyle G} la constant gravitacional, {\displaystyle r} la distància):
{\displaystyle G{\frac {{\frac {4}{3}}{\frac {E_{\mathrm {em} }}{c^{2}}}M}{r}}}
Henri Poincaré va argumentar el 1906 que quan la massa és de fet el producte del camp electromagnètic de l'èter – cosa que implica que no existeix cap massa "real" – i com que la matèria està inseparablement connectada amb la massa, aleshores la matèria tampoc existeix en absolut i els electrons són només concavitats a l'èter.

### Massa i velocitat
Thomson (1893) va observar que el moment electromagnètic i l'energia dels cossos carregats, i per tant les seves masses, també depenen de la velocitat dels cossos. Va escriure:
[pàg. 21] Quan en el límit v = c, l'augment de massa és infinit, per tant una esfera carregada que es mou amb la velocitat de la llum es comporta com si la seva massa fos infinita, per tant la seva velocitat romandrà constant, en altres paraules, és impossible augmentar la velocitat d'un cos carregat que es mou a través del dielèctric més enllà de la de la llum.
El 1897, Searle va donar una fórmula més precisa per a l'energia electromagnètica d'una esfera carregada en moviment:
{\displaystyle E_{\mathrm {em} }^{v}=E_{\mathrm {em} }\left[{\frac {1}{\beta }}\ln {\frac {1+\beta }{1-\beta }}-1\right],\qquad \beta ={\frac {v}{c}},}
i, com Thomson, va concloure:
... quan v = c l'energia esdevé infinita, de manera que sembla impossible fer que un cos carregat es mogui a una velocitat més gran que la de la llum.

#### Massa longitudinal i transversal

Prediccions de la dependència de la velocitat de la massa electromagnètica transversal segons les teories d'Abraham, Lorentz i Bucherer.

A partir de la fórmula de Searle, Walter Kaufmann (1901) i Max Abraham (1902) van derivar la fórmula per a la massa electromagnètica dels cossos en moviment:
{\displaystyle m_{L}={\frac {3}{4}}\cdot m_{\mathrm {em} }\cdot {\frac {1}{\beta ^{2}}}\left[-{\frac {1}{\beta }}\ln \left({\frac {1+\beta }{1-\beta }}\right)+{\frac {2}{1-\beta ^{2}}}\right]}
Tanmateix, Abraham (1902) va demostrar que aquest valor només és vàlid en la direcció longitudinal ("massa longitudinal"), és a dir, que la massa electromagnètica també depèn de la direcció dels cossos en moviment respecte a l'èter. Així, Abraham també va derivar la "massa transversal":
D'altra banda, ja el 1899 Lorentz va assumir que els electrons experimenten una contracció de longitud en la línia de moviment, cosa que porta a resultats per a l'acceleració dels electrons en moviment que difereixen dels donats per Abraham. Lorentz va obtenir factors de {\displaystyle k^{3}\varepsilon } paral·lel a la direcció del moviment i {\displaystyle k\varepsilon } perpendicular a la direcció del moviment, on {\displaystyle k={\sqrt {1-v^{2}/c^{2}}}} i {\displaystyle \varepsilon } és un factor indeterminat.  Lorentz va ampliar les seves idees de 1899 en el seu famós article de 1904, on va establir el factor {\displaystyle \varepsilon } a la unitat, així:
{\displaystyle m_{L}={\frac {m_{\mathrm {em} }}{\left({\sqrt {1-{\frac {v^{2}}{c^{2}}}}}\right)^{3}}},\quad m_{T}={\frac {m_{\mathrm {em} }}{\sqrt {1-{\frac {v^{2}}{c^{2}}}}}}}
Així doncs, finalment Lorentz va arribar a la mateixa conclusió que Thomson el 1893: cap cos pot assolir la velocitat de la llum perquè la massa esdevé infinitament gran a aquesta velocitat.
A més, Alfred Bucherer i Paul Langevin van desenvolupar un tercer model d'electrons, en què l'electró es contrau en la línia de moviment i s'expandeix perpendicularment a ella, de manera que el volum roman constant.  Això dóna:
{\displaystyle m_{L}={\frac {m_{\mathrm {em} }\left(1-{\frac {1}{3}}{\frac {v^{2}}{c^{2}}}\right)}{\left({\sqrt {1-{\frac {v^{2}}{c^{2}}}}}\right)^{8/3}}},\quad m_{T}={\frac {m_{\mathrm {em} }}{\left({\sqrt {1-{\frac {v^{2}}{c^{2}}}}}\right)^{2/3}}}}

#### Els experiments de Kaufmann
Les prediccions de les teories d'Abraham i Lorentz van ser recolzades pels experiments de Walter Kaufmann (1901), però els experiments no van ser prou precisos per distingir-les.  El 1905, Kaufmann va dur a terme una altra sèrie d'experiments (experiments Kaufmann-Bucherer-Neumann) que van confirmar les prediccions d'Abraham i Bucherer, però van contradir la teoria de Lorentz i la "suposició fonamental de Lorentz i Einstein", és a dir, el principi de la relativitat.   En els anys següents, els experiments d'Alfred Bucherer (1908), Gunther Neumann (1914) i altres van semblar confirmar la fórmula de la massa de Lorentz. Més tard es va assenyalar que els experiments de Bucherer-Neumann tampoc eren prou precisos per distingir entre les teories; això va durar fins al 1940, quan es va aconseguir la precisió necessària per demostrar finalment la fórmula de Lorentz i refutar la d'Abraham mitjançant aquest tipus d'experiments. (Tanmateix, altres experiments de diferent mena ja havien refutat les fórmules d'Abraham i Bucherer molt abans.)  (pp334–352)

## Inèrcia de l'energia i paradoxes de la radiació

### Pressió de radiació
Una altra manera de derivar algun tipus de massa electromagnètica es basava en el concepte de pressió de radiació. Aquestes pressions o tensions en el camp electromagnètic van ser derivades per James Clerk Maxwell (1874) i Adolfo Bartoli (1876). Lorentz va reconèixer el 1895  que aquestes tensions també sorgeixen en la seva teoria de l'èter estacionari. Així doncs, si el camp electromagnètic de l'èter és capaç de posar en moviment els cossos, el principi d'acció/reacció exigeix que l'èter també sigui posat en moviment per la matèria. Tanmateix, Lorentz va assenyalar que qualsevol tensió a l'èter requereix la mobilitat de les parts de l'èter, cosa que no és possible ja que, en la seva teoria, l'èter és immòbil. (a diferència de contemporanis com Thomson  que utilitzaven descripcions de fluids) Això representa una violació del principi de reacció que Lorentz va acceptar conscientment. Va continuar dient que només es pot parlar de tensions fictícies, ja que en la seva teoria només són models matemàtics per facilitar la descripció de les interaccions electrodinàmiques.

### Massa del fluid electromagnètic fictici
El 1900  Poincaré va estudiar el conflicte entre el principi d'acció/reacció i la teoria de Lorentz. Va intentar determinar si el centre de gravetat encara es mou amb una velocitat uniforme quan hi ha camps electromagnètics i radiació implicats. Va notar que el principi d'acció/reacció no és vàlid només per a la matèria, sinó que el camp electromagnètic té el seu propi moment (Thomson també va derivar aquest moment el 1893 d'una manera més complicada  ). Poincaré va concloure que l'energia del camp electromagnètic es comporta com un fluid fictici amb una densitat de massa de {\displaystyle E_{\mathrm {em} }/c^{2}} (en altres paraules {\displaystyle m_{\mathrm {em} }=E_{\mathrm {em} }/c^{2}} ). Ara, si el marc del centre de massa (COM-frame) es defineix tant per la massa de la matèria com per la massa del fluid fictici, i si el fluid fictici és indestructible (ni es crea ni es destrueix), aleshores el moviment del marc del centre de massa roman uniforme.

### Radiació de moment i cavitat
Tanmateix, la idea de Poincaré sobre el moment i la massa associats a la radiació va resultar fructífera quan el 1903 Max Abraham va introduir  el terme "moment electromagnètic", que té una densitat de camp de {\displaystyle E_{em}/c^{2}} per cm3 i {\displaystyle E_{em}/c} per cm². Contràriament a Lorentz i Poincaré, que consideraven la quantitat de moviment com una força fictícia, ell argumentava que és una entitat física real i, per tant, la conservació de la quantitat de moviment està garantida.

## Visió moderna

### Equivalència massa-energia
La idea que les relacions principals entre massa, energia, moment i velocitat només es poden considerar sobre la base de les interaccions dinàmiques de la matèria va quedar superada quan Albert Einstein va descobrir el 1905 que les consideracions basades en el principi especial de la relativitat requereixen que totes les formes d'energia (no només les electromagnètiques) contribueixin a la massa dels cossos (equivalència massa-energia).    És a dir, la massa total d'un cos és una mesura del seu contingut energètic mitjançant {\displaystyle E=mc^{2}}, i les consideracions d'Einstein eren independents de les suposicions sobre la constitució de la matèria.  : 155–159 Mitjançant aquesta equivalència, la paradoxa de la radiació de Poincaré es pot resoldre sense utilitzar "forces compensatòries", perquè la massa de la matèria en si (no el fluid èter no electromagnètic com suggereix Poincaré) augmenta o disminueix per la massa d'energia electromagnètica durant el procés d'emissió/absorció.  També la idea d'una explicació electromagnètica de la gravitació va ser superada durant el desenvolupament de la relativitat general.

### Massa relativista
Els conceptes de massa longitudinal i transversal (equivalents als de Lorentz) també van ser utilitzats per Einstein en els seus primers articles sobre la relativitat.  Tanmateix, en la relativitat especial s'apliquen a tota la massa de la matèria, no només a la part electromagnètica. Més tard, físics com Richard Chace Tolman  van demostrar que expressar la massa com la relació entre la força i l'acceleració no és avantatjós. Per tant, un concepte similar sense termes dependents de la direcció, en què la força es defineix com {\displaystyle {\vec {F}}=\mathrm {d} {\vec {p}}/\mathrm {d} t}, es va utilitzar com a massa relativista
{\displaystyle M={\frac {m_{0}}{\sqrt {1-{\frac {v^{2}}{c^{2}}}}}},\qquad m_{0}={\frac {E}{c^{2}}},}
Aquest concepte encara s'utilitza de vegades en els llibres de text de física moderns, tot i que molts consideren que el terme «massa» es refereix a la massa invariant, vegeu massa en relativitat especial.